# Forrest Gump (1994.)
Forrest Gump je američka tragikomedija iz 1994. koju je režirao Robert Zemeckis. Film je snimljen po istoimenom satiričnom romanu Winstona Grooma iz 1985. Radnja se vrti oko mentalno zaostalog junaka iz naslova koji pukim slučajem upozna hrpu slavnih ljudi i postane uspješna i slavna ličnost, dok je cijelo vrijeme samo zaljubljen u djevojku iz svojeg djetinjstva. Film je postao jako popularan te se nalazi i na listi 250 najboljih filmova kinematografije na siteu IMDb.com.

## Radnja
Alabama, 1940-ih. Forrest Gump je mali dječak kojeg odgaja samohrana majka i kojemu je ustanovljen ispodprosječan IQ od samo 75. Zbog toga ga druga djeca zovu idiotom i jedina mu je prijateljica djevojčica Jenny. Kada je Forrest odrastao i otkrio da može brzo trčati, jedan ga je trener upisao na fakultet kako bi mogao trčati u njegovoj momčadi američkog nogometa. U međuvremenu je Jenny napustila Alabamu kako bi postala slavna dok je Forrest unovačen kao vojnik u ratu u Vijetnamu. Tamo je spasio poručnika Dana, koji je ostao paraliziran za kolica, te se s njim vratio u SAD kako bi započeo posao ribara koji lovi škampe. 
Kada uragan uništi sve brodove osim njihovog, oni dobiju monopol i postanu bogati, te investiraju u tvrtku Apple Computer. No, iako je postao bogat, Forrest je cijelo vrijeme jedino mislio na Jenny u koju je bio zaljubljen. Jednog dana, ona se vrati i pojavi pred njegovom kućom, očajna za novcem. On ju prihvati i oni provedu nekoliko dana zajedno. Onda, isto kao što se tajnovito pojavila, Jenny je jednako brzo i nestala bez da je išta rekla. Forrest je na to odlučio trčati nekoliko godina, od Atlantskog oceana do Tihog i natrag, te je opet privukao pozornost medija. U 1980-ima je dobio pismo od Jenny te se uputio k njenoj kući. Pronađe ju te otkrije da je ona dobila njegovog sina, inteligentnog dječaka. Ubrzo, ona mu otkrije da boluje od neke nove bolesti te nakon nekog vremena umire. Forrest se pobrine za njihovo dijete.

## Filmska ekipa
- Robert Zemeckis, redatelj

- Tom Hanks kao Forrest Gump
- Robin Wright kao Jenny
- Gary Sinise kao Poručnik Dan
- Sally Field kao Forrestova majka
- Mykelti Williamson kao 'Bufford' Bubba Blue

## Nagrade
- 3 osvojena Zlatna globusa (najbolji film, režija, glavni glumac Tom Hanks ) i 4 nominacije (najbolji scenarij, glazba, sporedni glumac Gary Sinise, sporedna glumica Robin Wright).

- 6 osvojena Oscara (najbolji film, režija, adaptirani scenarij, glavni glumac Tom Hanks, specijalni efekti, montaža) i 7 nominacija (najbolji sporedni glumac Gary Sinise, fotografija, šminka, glazba, montaža zvuka, zvučni efekti, scenografija ).

- Osvojena BAFTA (najbolji specijalni efekti) i 7 nominacija.

- osvojena nagrada Saturn za najbolji fantastični film, najboljeg sporednog glumca (film).

## Zanimljivosti
- Terry Gilliam je odbio režirati film.
- Na dan kada je Tom Hanks snimao američko nogometnu sekvencu u kojoj trči, bolovao je od gripe.
- Forrest uvijek ima zatvorene oči na svim fotografijama u filmu na kojima se nalazi.
- U jednoj sceni poručnik Dan kaže taksistu "Ja hodam ovdje!" a u pozadini se čuje pjesma "Everybody's Talkin'". To je referenca na film "Ponoćni kauboj".
- Iako igra njegovu majku, Sally Field je samo 10 godina starija od Toma Hanksa.
- Djevojčica u školskom autobusu s crvenom kosom je Hanksova kćerka Elizabeth.
- Rečenica "Moje ime je Forrest Gump. Ljudi me zovu Forrest Gump", je bila spontano dodana od Hanksa. Redatelj Zemeckis ju je toliko volio da ju je zadržao.
- Warner Bros. je odustao od prava na ekranizaciju filma 1988. jer je smatrao da je izgubio komercijalni potencijal nakon uspjeha slične drame "Kišni čovjek".
- Bill Murray je bio u pregovorima za glavnu ulogu.
- Skoro svaki dijalog Johna Lennona u sekvenci u talk showu potječe od njegove pjesme "Imagine".
- Scena u kojoj Forrest na telefonu prijavljuje provalu je aluzija na Watergate skandal.

## Kritike
"Forrest Gump" je kod kritike bio uglavnom hvaljen, ali je i jedan dio kritike bio negativno nastrojen prema njemu. Najviše zamjerki bilo je upućeno izgubljenom satiričnom kontekstu originalnog romana Winstona Grooma koji je zamijenjen patetikom, te navodno rasističkom tonu prema crncima. Osim njih, neki su koncept "Forresta Gumpa" u kojem mentalno zaostali junak čistom srećom postane uspješan i bogat individualac prozvali plagijatom usporedivši ga s ranijom, nepoznatom, ali više hvaljenom satirom "Dobro došli, gospodine Chance" iz 1979. u kojoj je nastupio Peter Sellers
i svojim nastupom bio uzor Tomu Hanksu. U svojoj recenziji filma "Dobrodošli, g. Chance" kritičar Rob Vaux je napisao da je taj film "sve što je "Forrest Gump" trebao biti, ali nije". Ipak, u većini su kritičari hvalili "Forresta Gumpa" - poznati Roger Ebert, koji je napisao kako se radi o "čarobnom filmu", i James Berardinelli, koji je zaključio kako je ovaj film "melem za dušu", su mu oboje dali 4 od 4 zvijezde.
Kritičar Večernjeg lista Arsen Oremović dao mu je četiri od četiri 'kritičarska prsta': "Jedan od najboljih filmova devedesetih, šesterostruki dobitnik Oscara, iznimno je svježa i originalna priča. Snimljena je prema romanu Winstona Grooma o mentalno ograničenom naslovnom junaku kojega njegova netaknutost i iskrenost, zajedno sa snažnim nogama, vode do uspjeha gdje god se nalazi...Tom Hanks nijednog trenutka ne preglumljuje i sasvim je zasluženo osvojio Oscara, a izvrsno uravnotežena priča začinjena je hrpom dosjetki (primjerice, priča o tome kako je Elvis izmislio svoj ples, povijest nastanka tvrtke "Apple", zafrkavanje s pjesmom "Imagine" u intervjuu s Lennonom) da se s bilo koje strane može govoriti o vrhunski zabavnom i inteligentom filmu".

## Vanjske poveznice
- Forrest Gump u internetskoj bazi filmova IMDb-a
- Forrest Gump na Rotten Tomatoes
- Movies.yahoo.com  Arhivirana inačica izvorne stranice od 4. siječnja 2007. (Wayback Machine)
- Greške u filmu
- Usporedba filma s knjigom  Arhivirana inačica izvorne stranice od 17. ožujka 2012. (Wayback Machine)